# Talk a Good Game
Albums de Kelly Rowland
Here I Am
(2011)
Talk a Good Game est le quatrième album studio de Kelly Rowland, sorti le 14 juin 2013 aux États-Unis et le 18 juin 2013 en France. Au mois de décembre il s'est vendu à 215 000 exemplaires dans le monde.
Pour ce nouvel album, la chanteuse a confirmé les collaborations sur l'album tel que Pharrell Williams, The-Dream, The Runners, Wiz Khalifa, T-Minus, Boi-1da, Ben Billions, Lonny Bereal, Matthew Burnett, Kevin Cossom, LaShawn Daniels, Danja, David Anderson II, J.D. Anderson, Rico Love, Marz, Arthur McArthur, Mike Will Made It, Carlos McKinney, Harmony Samuels, T-Minus et Tim Weatherspoon et des featurings avec Beyoncé Knowles, Michelle Williams,Pusha T.
Le premier single tiré de l'album s'appelle Kisses Down Low est sorti en février 2013 et le second single s'appelle Dirty Laundry est sorti 21 mai 2013. Gone contient un sample du Big Yellow Taxi de Joni Mitchell.

## Liste des titres
| No  | Titre                                                       | Auteur                                                                                       | Producteur(s)                                            | Durée |
| --- | ----------------------------------------------------------- | -------------------------------------------------------------------------------------------- | -------------------------------------------------------- | ----- |
| 1.  | Freak                                                       | Floyd Nathaniel Hills, Richard Butler, Marcella Araica                                       | Danja, Rico Love                                         | 4:34  |
| 2.  | Kisses Down Low                                             | Kelly Rowland, Timothy Thomas, Theron Thomas, Michael Williams                               | Mike Will Made It                                        | 4:14  |
| 3.  | Gone (featuring Wiz Khalifa)                                | Kelly Rowland, Harmony « H-Money » Samuels, Courtney Harrell, Amber Streeter, Cameron Thomaz | H. Samuels, Lonny Bereal                                 | 4:18  |
| 4.  | Talk a Good Game (featuring Kevin Cossom)                   | Kelly Rowland, Kevin Cossom,Tyler Williams                                                   | Cossom, T-Minus                                          | 3:23  |
| 5.  | Down on Love                                                | Kelly Rowland, Andrew Harr, Jermaine Jackson, Jon-David Anderson, Kevin Cossom               | The Runners, JD Anderson, David Anderson II, Cossom      | 4:10  |
| 6.  | Dirty Laundry                                               | Kelly Rowland, Terius Nash, Carlos McKinney                                                  | The-Dream                                                | 5:29  |
| 7.  | You Changed (featuring Beyoncé Knowles & Michelle Williams) | Rowland, H. Samuels, Harrell                                                                 | H. Samuels                                               | 3:56  |
| 8.  | I Remember                                                  | Rowland, Harr, Cossom, Jackson,Ben Diehl                                                     | Ben Billions, The Runners, Cossom, Anderson, Anderson II | 3:41  |
| 9.  | Red Wine                                                    | Kelly Rowland, Matthew Samuels, Matthew Burnett, Cossom                                      | Boi-1da, Burnett, Cossom                                 | 4:19  |
| 10. | This Is Love                                                | Rowland, Jeremy McArthur, Myariah « Jane Handcock » Summers                                  | Arthur McArthur                                          | 3:37  |
| 11. | Street Life (featuring Pusha T)                             | Kelly Rowland, Terrence Thorton, Pharrell Williams                                           | Pharrell Williams                                        | 3:44  |
| 12. | Stand in Front of Me                                        | Kelly Rowland, Pharrell                                                                      | Pharrell                                                 | 3:52  |

| 13. | Sky Walker (featuring The-Dream)               | Kelly Rowland, Terius Nash, McKinney, Jamal Rashid                              | Carlos McKinney                         | 3:28 |
| 14. | Put Your Name on It                            | Rowland, H. Samuels, Harrell, Streeter                                          | Harmony Samuels, Bereal                 | 4:43 |
| 15. | #1                                             | Rowland, Williams, Middlebrooks                                                 | Mike Will Made It, Marz,LaShawn Daniels | 4:31 |
| 16. | Feet to the Fire (featuring Pharrell Williams) | Rowland, Pharrell                                                               | Pharrell                                | 4:02 |
| 17. | Love Me Til I Die                              | Rowland, Matthew Samuels, Joshua Scruggs, Nikhil Seetharam, Cossom, Beau Vallis | Boi-1da, Syk Sense                      | 4:19 |